# Dokument urzędowy
Dokument urzędowy – termin prawniczy służący do określenia środka dowodowego w postaci dokumentu pochodzącego od powołanego do jego sporządzenia organu państwowego, organizacji, jednostki organizacyjnej lub podmiotu (w zakresie poruczonych im z mocy prawa lub porozumienia spraw rozstrzyganych w drodze decyzji administracyjnej, czy też wydawania zaświadczeń).
Zgodnie z Kodeksem postępowania cywilnego (art. 244 kpc) i Kodeksem postępowania administracyjnego (art. 76 kpa) dokumentem urzędowym jest dokument sporządzony w przepisanej formie przez powołane do tego organy władzy publicznej i inne organy państwowe w zakresie ich działania. Dokumentami są wszelkie dokumenty pisemne niezależnie od tego, na jakim materiale zostały sporządzone. Przepisy dotyczące formy oraz ewentualnej treści dokumentu urzędowego zawarte są w przede wszystkim w prawie administracyjnym (art. 107 kpa) oraz przepisach szczególnych regulujących sposób działania danego organu.
Dokumentem urzędowym jest także dokument sporządzony przez organizacje zawodowe, samorządowe, spółdzielcze i inne organizacje społeczne w zakresie zleconych im przez ustawę spraw z dziedziny administracji publicznej. 
Kodeks postępowania cywilnego, jak również kodeks postępowania administracyjnego, nie zawiera definicji dokumentu. Dokumenty, które nie są dokumentami urzędowymi, są dokumentami prywatnymi.
Dokument urzędowy stanowi dowód tego, co zostało w nim urzędowo stwierdzone. Dowód urzędowy sporządzony przez upoważniony do jego sporządzenia organ w zakresie swojego działania korzysta z domniemania prawdziwości (autentyczności dokumentu) oraz zgodności z prawdą tego, co zostało w nim urzędowo stwierdzone. Jakkolwiek domniemania te mogą być obalone (art. 234 kpc), to jednak z tych względów dokument urzędowy staje się najbardziej wiarogodnym środkiem dowodowym. Oprócz wskazanych domniemań prawnych istnieją jeszcze inne domniemania, które ściśle określonym rodzajom dokumentów przypisują szczególną moc dowodową (np. domniemania dotyczące wpisów w księgach wieczystych).
Za dokumenty urzędowe uznaje się np.:
1. dowód osobisty, wojskowy dokument osobisty (książeczka wojskowa), dokument paszportowy (paszport)
2. pocztowy dowód nadania i doręczenia przesyłki (ale tylko wystawiony przez Operatora Wyznaczonego, obecnie jest nim Poczta Polska SA),
3. akt notarialny i inne dokumenty notarialne[1]
4. dyplomy i świadectwa z ukończenia nauki[2]
5. wyroki i postanowienia sądowe,
6. odpisy z rejestrów sądowych[3]
7. decyzje i zaświadczenia wydane przez organy administracji publicznej w tym: dowód rejestracyjny[4], wypis z ewidencji gruntów i budynków[5], akty stanu cywilnego, prawo jazdy, karta rowerowa, karta motorowerowa.

Dokumentami nie są ustawy czy rozporządzenia ani inne materiały normatywne, z wyjątkiem tych wypadków, gdy chodzi o ustalenie treści prawa obcego, które może być przedmiotem dowodu w procesie cywilnym. Od dowodów należy także odróżnić znaki legitymacyjne tj. bilety, kwity, kupony itp.
Ustawa z dnia 6 września 2001 roku o dostępie do informacji publicznej (tekst jednolity: Dz.U. z 2022 r. poz. 902) w art. 6 ust. 2 definiuje dokument urzędowy jako: treść oświadczenia woli lub wiedzy, utrwalona i podpisana w dowolnej formie przez funkcjonariusza publicznego w rozumieniu przepisów Kodeksu karnego, w ramach jego kompetencji, skierowana do innego podmiotu lub złożona do akt sprawy.